# (iso)eugenolo O-metiltransferasi
La (iso)eugenolo O-metiltransferasi è un enzima appartenente alla classe delle transferasi, che catalizza la seguente reazione:
S-adenosil-L-metionina + isoeugenolo ⇄ S-adenosil-L-omocisteina + isometileugenolo
L'enzima agisce sull'eugenolo e cavicolo così come sull'isoeugenolo.